# El núcleo
El núcleo (título original en inglés: The Core) es una película estadounidense de cine catástrofe y ciencia ficción de 2003, dirigida por Jon Amiel y protagonizada por Aaron Eckhart, Delroy Lindo, Hilary Swank, Stanley Tucci y DJ Qualls. Está vagamente basada en la novela Core (1993) de Paul Preuss (1942-).
La película es una especie de versión moderna de Viaje al centro de la Tierra (1864) de Julio Verne (1828-1905), novela que ha inspirado numerosos filmes a lo largo de la historia
y cuenta cómo un equipo tiene que viajar al centro de la Tierra e iniciar una serie de explosiones nucleares para restablecer la rotación del núcleo terrestre.

## Argumento
Cosas extrañas están sucediendo en la superficie de la Tierra. Varias personas en un radio de 1 kilómetro en Boston mueren simultáneamente sin razón aparente.
El geofísico Josh Keyes (Aaron Eckhart) y el físico francés Serge Leveque (Tchéky Karyo) son convocados por el general Thomas Purcell (Richard Jenkins) del Gobierno de los Estados Unidos para determinar las causas de esas muertes. Keyes deduce que todas las personas que murieron tenían marcapasos, lo que lo lleva a creer que las muertes fueron causadas por un pulso electromagnético.
En Trafalgar Square (Londres), las palomas pierden su habilidad de navegación interna y empiezan a estrellarse contra parabrisas y ventanales de vidrio. Luego de ver estas noticias, Keyes se da cuenta de la causa de las anomalías: el núcleo de la tierra ha dejado de rotar. En un año, la Tierra perderá su campo electromagnético y será abrasada por la radiación solar. Mientras tanto, el transbordador espacial Endeavour realiza un aterrizaje de emergencia en Los Ángeles a causa de un estorbo electromagnético que daña sus sistemas de vuelo.
Debido a lo ocurrido, un equipo de terranautas es reclutado por el gobierno de los Estados Unidos para viajar al núcleo y explotar una serie de dispositivos nucleares en un intento para reiniciar la rotación del núcleo terrestre. El viaje usa un vehículo hecho de un material indestructible llamado unobtainium y equipado con un láser sónico recientemente desarrollado que puede derretir roca sólida. Para evitar que salga a la luz lo que está ocurriendo, el Gobierno reclutó al mejor hacker que existe: Rata (DJ Qualls), para impedir que información clasificada relacionada con la misión se filtre a Internet.
La construcción del vehículo comienza en el desierto de Utah, mientras que supertormentas eléctricas aparecen en todo el mundo y Roma es devastada por una de ellas. La construcción del vehículo continúa con la ayuda de muchos otros países. Mientras tanto, el general Purcell confronta al Dr. Conrad Zimsky (Stanley Tucci), un especialista en geología, acerca de la responsabilidad del misterioso proyecto DESTINI con el desastre. Finalmente, el vehículo Virgilio es lanzado sobre la fosa de las Marianas en el océano Pacífico.
Doce horas más tarde, a 1100 km de profundidad, el vehículo taladra a través de la pared exterior de una gigantesca geoda de amatista (que por dentro es hueca), cayendo varios cientos de metros en el espacio vacío y finalmente deteniéndose. La tripulación trata de realizar una actividad extravehicular para liberar al vehículo de un gran cristal que se ha encajado en el láser sónico. Esto provoca una abertura en la cueva, a través de la cual empieza a entrar magma. Ellos se apresuran a regresar a la nave, pero el piloto de la nave, Robert Iverson (Bruce Greenwood), muere cuando una pieza afilada de amatista penetra su casco y se hunde en su cráneo. Luego de continuar con la misión, la tripulación se encuentra con otro problema: el sistema de navegación de Keyes detecta objetos negros en el camino y Zimsky determina que son diamantes del tamaño de montañas. La mayor Rebecca Childs (Hilary Swank), ahora piloto de la nave, los evita por poco en el último momento, pero el vehículo sufre una rotura en el casco. Desafortunadamente, la tripulación tiene que eyectar el compartimiento dañado con Serge todavía dentro, quien muere después de que el compartimiento es comprimido por la inmensa presión. Keyes, abrumado por la muerte de Serge, discute fuertemente con Childs, quien eyectó el compartimiento pese a sus súplicas para poder salvar la vida de todos.
2700 km más adentro, el vehículo comienza a ganar velocidad, pasando de 90 a 130 nudos en segundos. Keyes deduce que el núcleo externo es muy delgado, por lo que la detonación nuclear no reiniciaría la rotación del núcleo. Al descubrir esto, Purcell y Zimsky revelan DESTINI: Deep Earth Seismic Trigger INItiative, una instalación secreta en Alaska que permite iniciar terremotos en cualquier punto del planeta. Descubrieron que esta arma es la causante del problema que está afectando al planeta, provocando que todos discutan, lo que termina en una pelea entre Zimsky y los demás tripulantes. Mientras el equipo está en las profundidades de la Tierra, el mundo es golpeado por más desastres. Gigantescas ráfagas de microondas provenientes del Sol entran a través de la atmósfera, derritiendo el puente Golden Gate y devastando San Francisco (California). Al ver la destrucción, el general Purcell decide activar DESTINI en caso de que la misión vehicular falle. Rata nota esto y envía un mensaje en código a Keyes, en el cual él ofrece su ayuda. Keyes responde que necesitan más tiempo y que trate de retrasar DESTINI, ya que Keyes cree que si DESTINI es activada causaría una serie de eventos catastróficos, como la erupción simultánea de todos los volcanes de la Tierra. Rata trata de evitar el funcionamiento de las centrales hidroeléctricas en Alaska, pero es bloqueado por los sistemas de seguridad.
Zimsky, luego de haberse calmado, realiza ciertos cálculos basados en mecánica de fluidos y determina que en lugar de una sola detonación, una serie de detonaciones pequeñas lograrían reiniciar la rotación del núcleo. La tripulación separa la bomba en fragmentos que coloca alrededor del núcleo eyectando compartimientos del vehículo. El Virgilio no puede eyectar compartimientos si estos no han sido dañados, por lo que el Dr. Ed Braz Brazzelton (Delroy Lindo), el diseñador del vehículo y del láser sónico, debe ir a un compartimiento en el exterior de la nave para sabotear el mecanismo de eyección, al activar la palanca que permitiría eyecciones manuales. Braz muere, porque el compartimiento está lleno de flujos a más de 5000 °C y su traje solo soporta la mitad de esto. Sin embargo, debido a un error en los cálculos, la bomba final necesita 30 % más de la energía calculada (que aportaría la bomba que se perdió en el compartimiento donde estaba Serge), por lo que es necesario utilizar el plutonio del reactor del vehículo. Desafortunadamente, Zimsky queda atrapado en un compartimiento junto a una bomba y muere cuando esta explota. El plan finalmente funciona y el núcleo reinicia su rotación. Mientras tanto, segundos antes de que sea activada, Rata logra sabotear al DESTINI, dándole tiempo a la tripulación para terminar la misión.
Ya que el reactor de la nave no tiene energía, Keyes y Childs parecen estar atrapados y condenados a morir en el núcleo. Sin embargo, Keyes recuerda, que el unobtainium puede obtener energía del calor, por lo que el casco de la nave puede funcionar como un «gigantesco panel solar». Implementando esta idea al soldar los cables eléctricos del reactor al casco de la nave, ambos logran encenderla y regresar a la superficie del planeta. Tras la misión, todos los participantes de la operación están obligados a callar respecto a lo ocurrido, pero Rata, instigado por Keyes y Child, envía más tarde anónimamente por Internet archivos acerca de lo que realmente pasó a muchas organizaciones y agencias en todo el mundo, lo que causa un revuelo mundial.

## Personajes
| Actor                   | Papel                                    | Descripción |
| ----------------------- | ---------------------------------------- | --- |
| Aaron Eckhart (1968-)   | Dr. Josh Keyes                           | Científico y diseñador del sistema de navegación del Virgilio. También es el líder del proyecto Virgilio.                                                                                |
| Hilary Swank (1974-)    | Mayor Rebecca Childs, USAF               | Una astronauta que se distinguió durante el aterrizaje de emergencia del transbordador espacial Endeavour en Los Ángeles.                                                                |
| Delroy Lindo (1952-)    | Dr. Ed Braz Brazzelton                   | Diseñador del Virgil y del láser ultrasónico. |
| Stanley Tucci (1960-)   | Dr. Conrad Zimsky                        | Geólogo especialista y diseñador del proyecto DESTINI. |
| Tchéky Karyo (1953-)    | Dr. Serge Leveque                        | Especialista de armas nucleares. |
| Bruce Greenwood (1956-) | Comandante Robert Iverson, USN           | Comandante y mentor de la Mayor Childs. |
| DJ Qualls (1978-)       | Theodore Donald Rata Finch               | Hacker, considerado el mejor en el mundo. Ha accedido a la base de datos del FBI. Es reclutado para controlar el flujo de información en Internet para prevenir el pánico en el público. |
| Alfre Woodard (1952-)   | Comandante de vuelo Talma Stick Stickley | Comandante de misión del transbordador espacial Endeavour y del Virgilio. |
| Richard Jenkins (1947-) | General Thomas Purcell                   | Enviado especial del Gobierno de los Estados Unidos, que financió DESTINI y financia el proyecto Virgilio en nombre del Gobierno.                                                        |

## Producción
La película se rodó, entre otros lugares, a bordo de dos portaaviones. El primero fue el USS Abraham Lincoln (CVN-72) en la estación naval de Everett, al norte de Seattle (estado de Washington), y el segundo fue el USS Constellation (CV-64) en la base naval de San Diego. La nave se construyó a tamaño natural porque se pensó que sería mejor que rodar con miniaturas. Por ello, en un enorme estudio que disponía de una grúa para mover la cámara, el director artístico Philip Harrison la construyó como si se dispusiera a construir una nave de verdad. El resultado final de sus esfuerzos fue un navío de unos 70 metros de longitud y unos 10 m de diámetro.

## Estreno
Es la primera película estadounidense de tipo catastrofista estrenada después de los atentados del 11 de septiembre de 2001. Su estreno se retrasó en Estados Unidos por la tragedia del transbordador Columbia (1 de febrero de 2003).

## Recepción
La cinta acabó siendo una decepción en muchos sentidos ya que no logró recuperar los costes de su producción. Además, la crítica la vapuleó por sus incoherencias argumentales y la falta de rigor científico.
La película obtuvo críticas mixtas.
En Rotten Tomatoes Recibió un 40 % de críticas positivas de 156 críticas, con una calificación promedio de 5,2/10; el consenso del sitio afirma que «una película B con la lengua plantada firmemente en la mejilla, El núcleo es tan involuntariamente (¿intencionalmente?) mala que es un puntazo».
Roger Ebert dijo: «Tengo un afecto tan irrazonable por esta película, de hecho, que solo dándome una palmada en la cabeza y bebiendo café solo puedo contenerme de recomendarla».
La película recaudó 31,1 millones de dólares en los cines de Estados Unidos y otros 43.0 millones en el extranjero, para un total mundial bruto de 74,1 millones de dólares, contra un presupuesto de producción de 85 millones, lo que provocó que fuese considerado un fracaso de taquilla.
Varias reseñas mencionaron las numerosas inexactitudes científicas de la película.
Elvis Mitchell, de The New York Times, dijo: «La descarada tontería de El núcleo es tranquila y poco auténtica, como tomar un baño en crema de café no láctea. La incapacidad del núcleo de la Tierra para girar se refleja en la incapacidad del elenco de darle un giro a la imagen».
Kenneth Turan, de Los Angeles Times, fue un poco más indulgente y dijo: «Si El núcleo finalmente tiene que ser clasificado como un desastre, es agradable si estás de humor retroactivo. Después de todo, una película que produce un metal raro llamado unobtainium se puede descartar sin más».
En respuesta a las críticas sobre la falta de realismo científico de su guion, el guionista John Rogers respondió que trató de hacer que la ciencia fuera precisa, pero pasó tres años luchando «para deshacerse de los... dinosaurios, paseos de magma en 'trajes espaciales', fuentes de ciencia-basura para la crisis de la Tierra y un parabrisas para la nave Virgil».
El 30 de marzo de 2009, se informó que Dustin Hoffman lideraba una campaña para incorporar más ciencia real a las películas de ciencia ficción. Hoffman forma parte del consejo asesor de Science & Entertainment Exchange, una iniciativa de la Academia Nacional de Ciencias de Estados Unidos, destinada a fomentar la colaboración entre científicos y profesionales de la industria del entretenimiento con el fin de minimizar las representaciones inexactas de ciencia y tecnología como las que se encuentran en El núcleo.
En una encuesta de cientos de científicos sobre malas películas de ciencia ficción, El núcleo fue votada como la peor.
El 21 de febrero de 2010, The Guardian publicó un artículo sobre las propuestas del profesor estadounidense Sidney Perkowitz para frenar la mala ciencia en las películas de ciencia ficción. En el artículo, se dice que Perkowitz odiaba El núcleo. «Si violas [las reglas coherentes de la ciencia] estás en problemas. Lo más probable es que el público se dé cuenta y eso es lo que le importa a Hollywood. El núcleo no ganó dinero porque la gente entendió que la ciencia estaba tan fuera de sí...», agregó.